# Peloribates barbatus
Peloribates barbatus är en kvalsterart som beskrevs av Aoki 1977. Peloribates barbatus ingår i släktet Peloribates och familjen Haplozetidae. Inga underarter finns listade i Catalogue of Life.